# Kārlis Eņģelis
Kārlis Eņģelis (ur. 1983) – łotewski prawnik i polityk, od 2011 poseł na Sejm XI kadencji. 

## Życiorys
Po ukończeniu szkoły średniej w Rydze kształcił się na Wydziale Prawa Uniwersytetu Łotewskiego, gdzie w 2011 uzyskał stopień bakałarza nauk prawnych. Przez pewien czas związany z Ministerstwem Sprawiedliwości został zatrudniony jako prawnik w Agencji Nieruchomości Banku Hipotecznego. W wyborach w 2011 uzyskał mandat posła na Sejm XI kadencji z listy Partii Reform Zatlersa.